# Tontine
Tontine var ett slags livförsäkring. Reglerna var enkla, deltagarna satsade en lika stor summa pengar var i tontinen. Den som levde längst fick hela potten. En annan variant var tidsbestämd, efter till exempel 30 år så delade de som var kvar i livet på potten.
Tontinerna uppfanns vid 1600-talets mitt av den italienske läkaren Lorenzo di Tonti. Hans idé var följande. Ett visst antal personer sammanslöt sig och inbetalade ett visst belopp mot rättighet att få uppbära en livränta. Räntorna på hela summan (tontinerna) delades vid årets slut mellan de kvarlevande; med tiden, allteftersom medlemmarnas antal genom dödsfall minskade, blev andelarna av räntorna allt större, till dess den, som levde längst, erhöll hela räntebeloppet.
Tontinerna mottogs till en början positivt av statsfinansiärerna i vissa länder för att skaffa staten medel och vann insteg i Frankrike (1653), Spanien, Storbritannien, Danmark, Nederländerna och Tyskland. Man fann emellertid att detta spel varken var fördelaktigt för staten eller den enskilde och tontinerna blev mot slutet av 1700-talet i allmänhet förbjudna.

## Tontiner i populärkulturen
- I Agatha Christies kriminalroman 4.50 från Paddington, förekommer en tontine.
- I den tecknade serien Simpsons ingick farfar Simpson en tontine med bland andra Montgomery Burns under andra världskriget. I detta fall gällde det ett antal tavlor.
- Den 15:e Fantomen är inblandad i en tontine i äventyret Tiggarkungen.
- Robert Louis Stevenson har tillsammans med Lloyd Ousborne skrivit romanen Tontinen.